# Cytotrofoblast

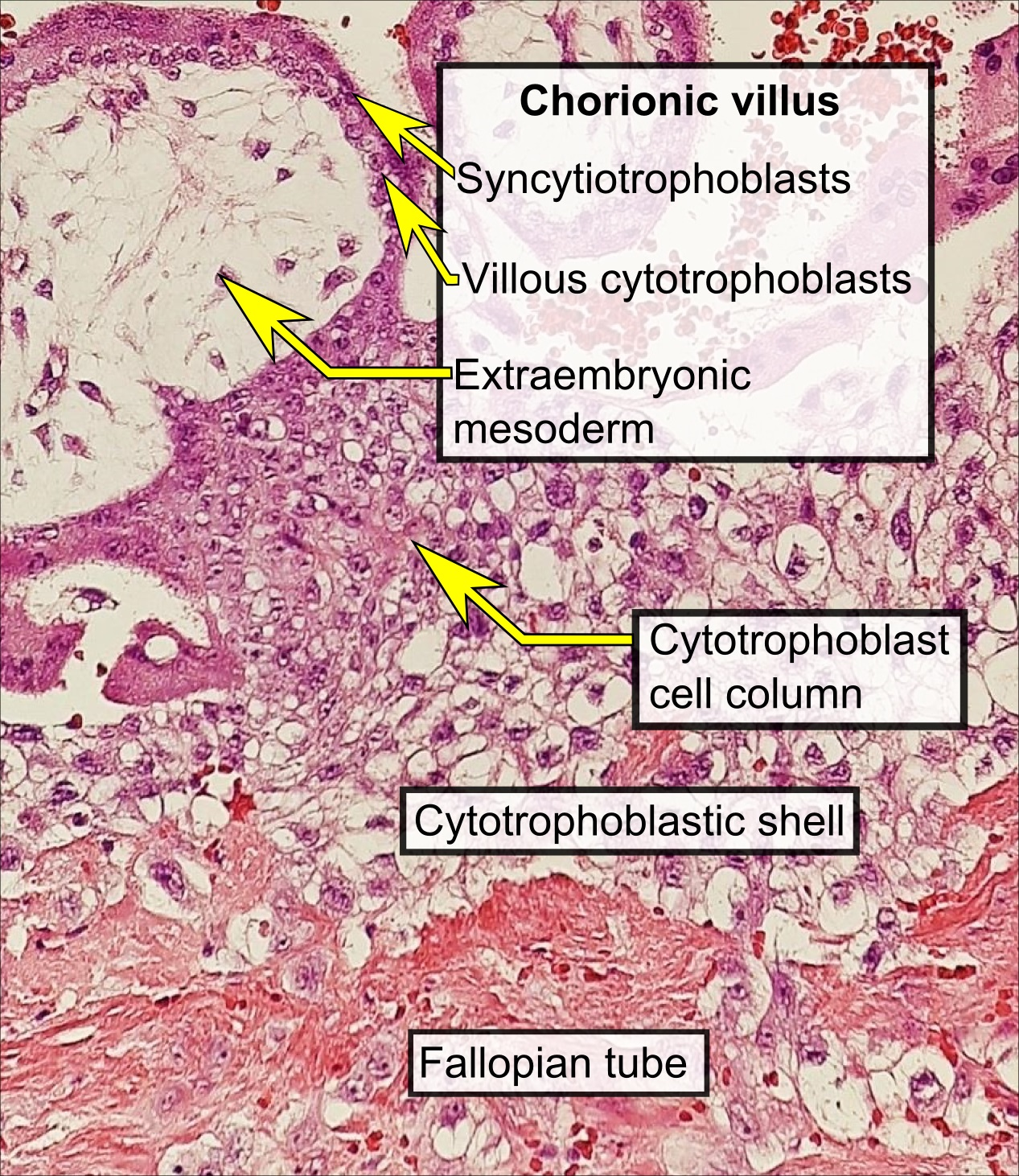
Histopathologie van chorionvilli, in een buitenbaarmoederlijke zwangerschap.

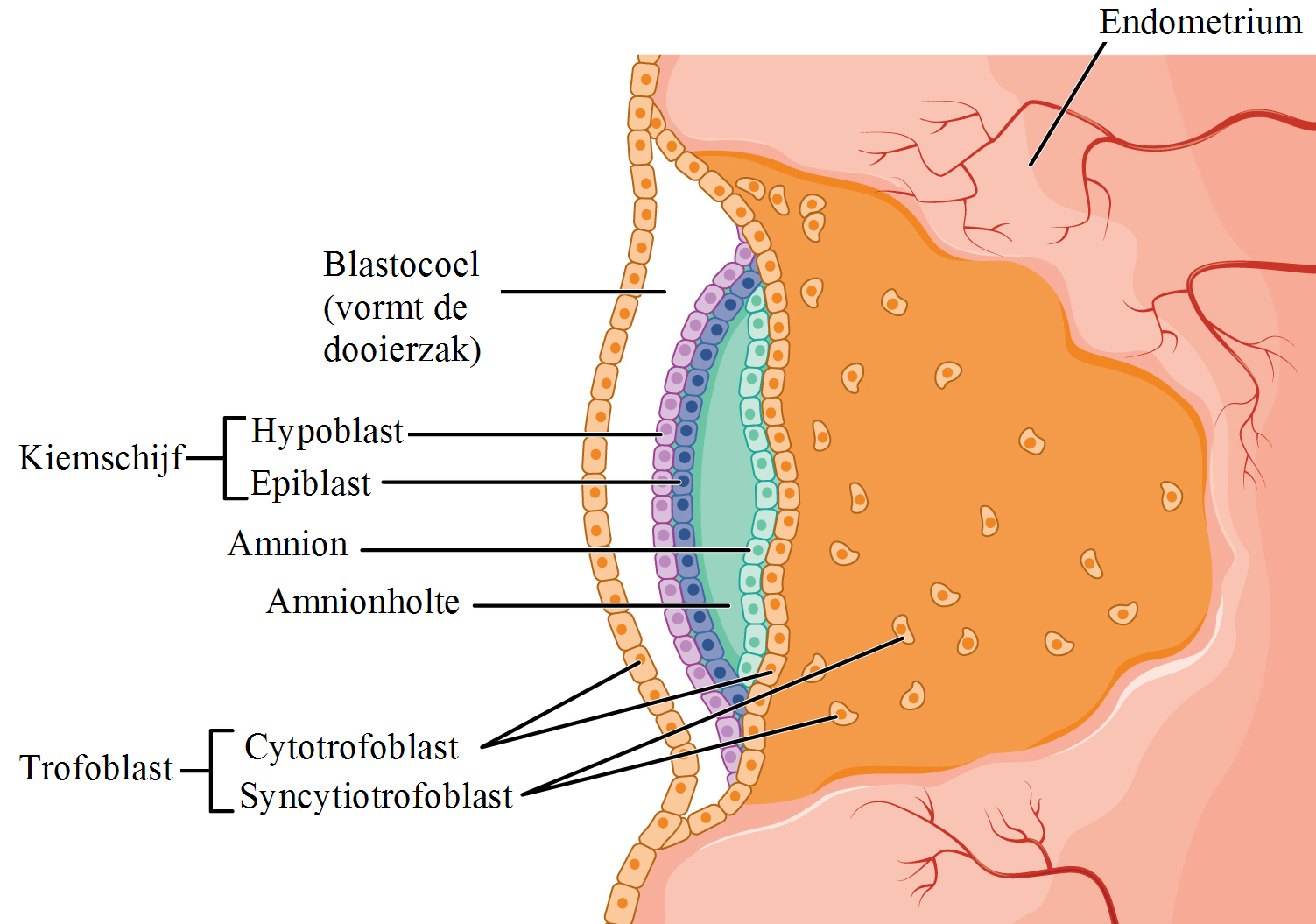
Trofoblast die tijdens de innesteling is gedifferentieerd in de twee lagen cytotrofoblast en syncytiotrofoblast

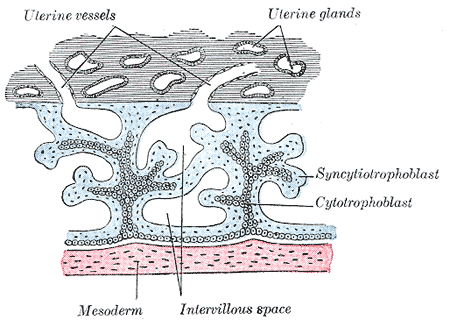
Primaire chorionvilli

Secundaire chorionvlokken

Baarmoederarteriële vasculatuur, met rechts spiraalvormige slagaders. Verder myometrium en endometrium (baarmoederslijmvlies).

De cytotrofoblast (ook wel laag van Langhans genoemd) is een laag cellen met één kern die zich onder de syncytiotrofoblast bevindt.
Trofoblasten zijn gespecialiseerde cellen van de placenta die een belangrijke rol spelen bij de innesteling van embryo's en de interactie met de gedecidualiseerde baarmoeder. De kern van placentale villi bevat mesenchymale cellen en placentale bloedvaten die via de navelstreng rechtstreeks verbonden zijn met de bloedsomloop van de foetus. Deze kern is omgeven door twee lagen trofoblasten, de cytotrofoblast en de syncytiotrofoblast. De cytotrofoblast is een laag cellen met één kern die zich onder de syncytiotrofoblast bevindt. De syncytiotrofoblast bestaat uit gefuseerde cytotrofoblasten die vervolgens een laag vormen die het placenta-oppervlak bedekt. De syncytiotrofoblast staat in direct contact met het moederlijk bloed dat het placenta-oppervlak bereikt. Het vergemakkelijkt vervolgens de uitwisseling van voedingsstoffen, afval en gassen tussen het moeder- en het foetale systeem.
Bovendien kunnen cytotrofoblasten in de toppen van de villi differentiëren tot een ander type trofoblast, de extravilleuze trofoblast. Extravilleuze trofoblasten groeien uit de placenta en dringen door in de gedecidualiseerde baarmoeder. Dit proces is niet alleen essentieel voor de fysieke bevestiging van de placenta aan de moeder, maar ook voor het veranderen van het vaatstelsel in de baarmoeder. Deze verandering zorgt voor een adequate bloedtoevoer naar de groeiende foetus naarmate de zwangerschap vordert. Sommige van deze trofoblasten vervangen zelfs de endotheelcellen in de baarmoederspiraalvormige slagaders, terwijl ze deze vaten omvormen tot wijde bloedvaten, die onafhankelijk zijn van moederlijke vasoconstrictie. Dit zorgt ervoor dat de foetus een constante bloedtoevoer krijgt en dat de placenta niet wordt blootgesteld aan zuurstofschommelingen die schade kunnen veroorzaken.
Een ongedifferentieerde cytotrofoblastische stamcel zal differentiëren tot een met villi bedekte cytotrofoblast, wat de primaire chorionvilli vormt, en zal uiteindelijk samensmelten tot een met villi bedekte syncytiotrofoblast. De vorming van de syncytiotrofoblast uit cytotrofoblast is een laatste differentiatiestap van trofoblastcellen.
Syncytialisatie van cytotrofoblastische cellen kan in vitro worden geïnduceerd door meerdere signaalmoleculen, waaronder epidermale groeifactor, glucocorticoïden en humaan choriongonadotrofine.

## Interstitiële cytotrofoblast
Een ongedifferentieerde cytotrofoblastische stamcel zal differentiëren tot een extravilleus cytotrofoblasttussenproduct en vervolgens tot een interstitiële cytotrofoblast. Een interstitiële cytotrofoblast kan zich dan verder differentiëren tot een endovasculaire cytotrofoblast of een syncytium vormen.
De primaire functie van een interstitiële cytotrofoblast is het verankeren van de groeiende foetus aan het baarmoederweefsel van de moeder. Deze cellen kunnen het gehele baarmoederslijmvlies en het proximale derde deel van het myometrium binnendringen.
Zodra deze cellen door de eerste paar cellagen van de decidua dringen, verliezen ze hun vermogen om zich te vermenigvuldigen en invasief te worden. Deze afwijking van de celcyclus lijkt te wijten te zijn aan factoren zoals TGF-β en decorine. Hoewel deze invasieve interstitiële cytotrofoblasten zich niet langer kunnen delen, behouden ze hun vermogen om syncytia te vormen. Meerkernige reuzencellen (kleine syncytia) worden aangetroffen in het placentabed en het myometrium als gevolg van de fusie van interstitiële cytotrofoblasten.
Interstitiële cytotrofoblasten kunnen ook transformeren in endovasculaire cytotrofoblasten.

## Endovasculaire cytotrofoblast
De primaire functie van de endovasculaire cytotrofoblast is het penetreren van de moederlijke spiraalvormige slagaders en het leiden van de bloedstroom door de placenta zodat het groeiende embryo dit kan gebruiken.
Ze komen voort uit interstitiële cytotrofoblasten, waarbij het fenotype van deze cellen verandert van epitheliaal in endotheliaal. Endovasculaire cytotrofoblasten zijn, net als hun interstitiële voorganger, niet-prolifererend en invasief.

## Rol bij innesteling
De zona pellucida rond de blastocyste breekt. Hierdoor wordt de beperking op de fysieke grootte van de embryonale massa opgeheven en worden de buitenste cellen van de blastocyste blootgesteld aan het inwendige van de baarmoeder. Bovendien bereiden hormonale veranderingen bij de moeder, met name een piek in het luteïniserend hormoon (LH), het baarmoederslijmvlies voor op het ontvangen en omhullen van de blastocyste. De embryonale pool van de blastocyste is naar het baarmoederslijmvlies gericht. Het immuunsysteem wordt ook gemoduleerd om de invasie van vreemde embryonale cellen mogelijk te maken. Zodra er contact met het baarmoederslijmvlies is gemaakt, begint de trofoblast zich snel te vermenigvuldigen. De cytotrofoblast scheidt proteolytische enzymen af om de extracellulaire matrix tussen de baarmoederslijmvliescellen af te breken, zodat vingerachtige uitsteeksels van de trofoblast er doorheen kunnen dringen. Deze uitsteeksels van de cytotrofoblast en syncytiotrofoblast trekken het embryo het baarmoederslijmvlies in totdat het volledig bedekt is door baarmoederslijmvliesepitheel, behalve de slijmprop. De slijmprop ontstaat na de innesteling. Het progesteron zorgt ervoor dat slijm uit de baarmoederhals zich verzamelt in de baarmoedermond. Daar vormt het een samenhangende, taaie massa, die tijdens de zwangerschap door het progesteron met nieuw slijm in stand wordt gehouden.

## Aandoeningen
De meest voorkomende aandoening, die samenhangt met de cytotrofoblast is pre-eclampsie (zwangerschapsvergiftiging), die ongeveer 7% van alle geboorten treft. Het wordt gekenmerkt door het onvermogen van de cytotrofoblast om de baarmoeder en het vaatstelsel ervan binnen te dringen, met name de spiraalvormige slagaders die de endovasculaire cytotrofoblast zou moeten binnendringen. Het resultaat is een verminderde bloedtoevoer naar de foetus, wat intra-uteriene groeirestrictie kan veroorzaken. Klinische symptomen van pre-eclampsie bij de moeder zijn meestal hoge bloeddruk, proteïnurie en oedeem.
Omgekeerd, als de trofoblast te veel baarmoederweefsel binnendringt, kan er een mola-zwangerschap of een choriocarcinoom ontstaan. Bij een mola-zwangerschap gaat er bij de bevruchting iets mis. Daardoor groeit er meestal geen embryo in de baarmoeder, maar wel een soort gezwel van kleine blaasjes: een 'mola hydatidosa’.